# ドミトリ・バリノフ
ドミトリ・バリノフ（Dmitri Barinov 、1996年9月11日 - ）は、ロシア出身の同国代表プロサッカー選手。FCロコモティフ・モスクワ所属。ポジションはMF。

## 経歴

### クラブ
モスクワ郊外の町で生まれ育ち、2012年にFCロコモティフ・モスクワと契約を結んだ。2015年5月16日のFCルビン・カザン戦でプロデビューを果たした。

### 代表
年代別ロシア代表ではUEFA U-17欧州選手権2013、2013 FIFA U-17ワールドカップ、UEFA U-19欧州選手権2015に出場した。
2019年6月8日、UEFA EURO 2020予選のサンマリノ代表戦でフル代表デビュー。
2021年6月2日、UEFA EURO 2020参加メンバーに選出された。同大会ではグループステージ2試合に出場したが、チームはグループステージ敗退に終わった。

## タイトル
ロコモティフ・モスクワ
- ロシアサッカー・プレミアリーグ: 2017–18
- ロシア・カップ: 2016–17, 2018–19, 2020–21[7]
- ロシア・スーパーカップ: 2019

U-17ロシア代表
- UEFA U-17欧州選手権: 2013